# Коварная проблема
В планировании и политике коварная проблема (злободневная проблема или злостная проблема или головоломка) — это проблема, которую трудно или невозможно решить из-за неполных, противоречивых и меняющихся требований, которые часто трудно понять или осознать. Это относится к идее или проблеме, которую невозможно решить и, в то же время, у неё нет единого решения. «Коварность», в данном случае, означает сопротивление решению. Тонкинвай и Кэмерон дали определение «коварной проблемы», как «проблема, социальная сложность которой означает, что у нее нет точки остановки, которую можно было бы определить». Более того, из-за сложных взаимозависимостей, попытка решить один из аспектов коварной проблемы может выявить или создать другие проблемы. Из-за своей сложности коварные проблемы часто характеризуются организованной безответственностью.
Фраза «коварная проблема» первоначально использовалась в социальном планировании . Его современный смысл был введен в 1967 году К. Уэстом Черчманом в статье в журнале Management Science, в которой он либо повторил введённое им же понятие, либо отвечал на предыдущее использование термина Хорстом Риттелем. Черчман обсуждал моральную ответственность при исследовании операций, в которых необходимо «информировать руководителя о том, какие части его коварной проблемы не смогли урегулировать наши „решения“». Риттель и Мелвин М. Уэббер формально описали концепцию коварных задач в трактате 1973 года, противопоставив «коварные» проблемы относительно «ручным», разрешимым задачам по математике, шахматам или решению головоломок.

## Характеристики
Риттель и Уэббер в 1973 году сформулировали десять характеристик сложных проблем планирования социальной политики:
1. Не существует однозначной формулировки коварной проблемы.
2. У коварных проблем нет правил остановки .
3. Решения коварных проблем не могут быть истинными или ложными, они лучшие или худшие.
4. Не существует немедленной и окончательной проверки решения коварной проблемы.
5. Каждое решение коварной проблемы — это «однократное действие (операция)», поскольку нет возможности учиться методом проб и ошибок, каждая попытка имеет большое значение.
6. Коварные проблемы (задачи) не имеют исчислимого (или исчерпывающего описания) набора потенциальных решений. Также, они не имеют хорошо описанного набора допустимых операций, которые можно было бы включить в план.
7. Каждая коварная проблема по сути уникальна.
8. Каждую коварную проблему можно рассматривать как симптом другой проблемы.
9. Существование несоответствия, представляющегоковарную проблему, можно объяснить множеством способов. Выбор объяснения определяет характер решения проблемы.
10. Социальный планировщик не имеет права ошибаться (то есть планировщики несут ответственность за последствия своих действий).

Позже Конклин распространил концепцию коварности проблемы на другие сферы человеческой деятельности, помимо планирования и политики; Определяющими характеристиками Конклина являются:
1. Проблема не понимается до тех пор, пока не будет сформулировано решение.
2. У коварных проблем нет правил остановки .
3. Решения коварных проблем не бывают правильными или неправильными .
4. Каждая коварная проблема по существу нова и уникальна.
5. Каждое решение коварной проблемы — это «однократная операция».
6. Коварные проблемы не имеют альтернативных решений.

## Примеры
Классические примеры коварных проблем включают экономические, экологические и политические вопросы. Проблема или задача, для решения которой требуется, чтобы большое количество людей изменило свое мышление и поведение, скорее всего, будет коварной проблемой. Таким образом, многие стандартные примеры коварных проблем происходят из области государственного планирования и политики. К ним относятся глобальное изменение климата, стихийные бедствия, здравоохранение, эпидемия СПИДа, пандемия гриппа, международный незаконный оборот наркотиков, ядерное оружие, бездомность и социальная несправедливость.
В последние годы было выявлено, что проблемы во многих сферах человеческой деятельности содержат элементы коварности; примеры варьируются от аспектов принятия проектных решений и управления знаниями до бизнес-стратегии и космического мусора.

## Предыстория
Риттель и Уэббер ввели этот термин в контексте проблем социальной политики, области, в которой чистый научно-технический подход не может быть применен из-за отсутствия четкого определения проблемы и различных точек зрения заинтересованных сторон. По их словам,

Поиск научных оснований для решения проблем социальной политики обречен на неудачу из-за характера этих проблем... Проблемы политики не поддаются окончательному описанию. Более того, в плюралистическом обществе нет ничего подобного бесспорному общественному благу; нет объективного определения справедливости; политики, которые реагируют на социальные проблемы не могут быть осмысленно правильными или ложными; и нет смысла говорить об "оптимальных решениях" этих проблем... Хуже того, нет решений в смысле окончательных ответов.
Таким образом, коварные проблемы также характеризуются следующим: 
1. Решение зависит от того, как сформулирована проблема, и наоборот (то есть определение проблемы зависит от решения).
2. Заинтересованные стороны имеют радикально разные взгляды на мир и разные рамки для понимания проблемы.
3. Ограничения, которым подвержена проблема, и ресурсы, необходимые для ее решения, со временем меняются.
4. Проблема никогда не решается окончательно.

Несмотря на то, что Риттель и Уэббер сформулировали эту концепцию с точки зрения социальной политики и планирования, коварные проблемы возникают в любой области с участием заинтересованных сторон с разными точками зрения. Признавая это, Риттель и Кунц разработали технику под названием Информационная система, основанная на проблемах (IBIS), которая упрощает документирование обоснования группового решения объективным образом.
Постоянной темой в исследовательской и отраслевой литературе является связь между коварными проблемами и дизайном. Проблемы дизайна, как правило, коварны, потому что они часто плохо определены (нет предписанного пути продвижения вперед), вовлекают заинтересованные стороны с разными точками зрения и не имеют «правильного» или «оптимального» решения. Таким образом, коварные проблемы не могут быть решены с помощью стандартных (или известных) методов; они требуют творческих решений.

## Стратегии решения коварных проблем
Коварные проблемы нельзя решить с помощью традиционного подхода, при котором проблемы определяются, анализируются и решаются последовательно. Основная причина этого заключается в том, что не существует четкого определения коварных проблем. В статье, опубликованной в 2000 г., Нэнси Робертс определила следующие стратегии решения серьезных проблем: 
Авторитетная
Эти стратегии ориентированы на решение коварных проблемы путём переложения ответственности за решение на нескольких людей. Сокращение числа заинтересованных сторон снижает сложность проблемы, поскольку многие конкурирующие точки зрения устраняются в самом начале. Недостатком является то, что органы власти и эксперты, которым поручено решение проблемы, могут не иметь объективного восприятия, необходимого для решения проблемы.
Конкурентоспособная
Эти стратегии пытаются решить коварные проблемы, противопоставляя противоположные точки зрения друг другу, требуя от сторон, придерживающихся этих взглядов, найти свои предпочтительные решения. Преимущество этого подхода в том, что различные решения можно сравнивать друг с другом и выбирать лучшее из них. Недостатком является то, что конкурентный метод создает конфликтную среду, в которой не поощряется обмен знаниями. Следовательно, у вовлеченных сторон может не быть стимула для нахождения наилучшего возможного решения.
Совместная
Эти стратегии нацелены на вовлечение всех заинтересованных сторон для поиска наилучшего возможного решения для всех заинтересованных сторон. Обычно эти подходы включают встречи, на которых обсуждаются вопросы и идеи и формулируется общий согласованный подход. Существенным преимуществом этого подхода является создание надежной среды для обмена информацией. Основная проблема заключается в том, что некоторые идеи, хотя и являются неотъемлемой частью поиска возможного решения, могут оказаться слишком противоречивыми, чтобы их могли принять другие вовлеченные стороны.
В своей статье от 1972 года Риттель намекает на совместный подход, который пытается «сделать людей, на которых воздействуют, участниками процесса планирования. Их не просто спрашивают, а активно вовлекают в процесс планирования». Недостатком этого подхода является то, что достижение общего понимания, как и сохранение приверженности решению коварной проблемы, требует много времени. Другая сложность заключается в том, что в некоторых вопросах, по крайней мере одна группа людей, может придерживаться абсолютного убеждения, которое неизбежно противоречит другим абсолютным убеждениям, которых придерживаются другие группы. Тогда сотрудничество становится невозможным до тех пор, пока один набор убеждений не станет относительным или не будет полностью отклонён.
Исследования, проведенные за последние два десятилетия, показали ценность компьютерных методов аргументации для повышения эффективности коммуникации между заинтересованными сторонами. Техника картирования диалога использовалась для решения коварных проблем в организациях, использующих совместный подход. Совсем недавно, в четырехлетнем исследовании межорганизационного сотрудничества в государственном, частном и добровольном секторах, было обнаружено, что государственное управление извращенно подрывает успешное сотрудничество, вызывая организационный кризис, который привел к краху национальной инициативы.
В «Благоразумное планирование коварных проблем» Роберт Кнапп заявил, что есть пути решения коварных проблем:

Прежде всего, необходимо сместить цели действий по важным проблемам с «решения» на «вмешательство». Вместо того, чтобы искать ответ, который полностью устраняет проблему, следует признать, что действия происходят в продолжающемся процессе, и всегда будут необходимы дальнейшие действия.
Изучая сети, предназначенные для решения серьезных проблем в области здравоохранения, таких как уход за пожилыми людьми или снижение числа инфекций, передающихся половым путем, Ферли и его коллеги предполагают, что управляемые сети могут быть «наименее плохим» способом «сделать серьезные проблемы управляемыми».

## Сообщение о коварных проблемах

### Методы структурирования проблемы
Ряд подходов, называемых методами структурирования проблем (PSM), был разработан в исследованиях операций, начиная с 1970-х годов, для решения проблем, связанных со сложностью, неопределенностью и конфликтами. PSM обычно используются группой людей в совместной работе (а не отдельным человеком) для достижения консенсуса или, по крайней мере, для облегчения переговоров о том, что необходимо изменить. Некоторые широко распространенные PSM включают методологию мягких систем, подход к стратегическому выбору, разработку и анализ стратегических вариантов (SODA).

## Связанные концепции

### Беспорядки и социальные беспорядки
Рассел Л. Акофф писал о сложных проблемах как о беспорядке: «Каждая проблема взаимодействует с другими проблемами и поэтому является частью набора взаимосвязанных проблем, системы проблем. . . . Я предпочитаю называть такую систему беспорядком» .
Расширяя Акоффа, Роберт Хорн говорит, что «социальный беспорядок — это набор взаимосвязанных проблем и других беспорядков. Сложность (система систем) является одним из факторов, делающих социальные беспорядки столь устойчивыми к анализу и, что более важно, к разрешению».
Согласно Хорну, определяющими характеристиками социального беспорядка являются:
1. Нет однозначного «правильного» взгляда на проблему;
2. Имеются разные взгляды на проблему и противоречивые решения;
3. Большинство проблем связаны с другими проблемами;
4. Данные часто нечёткие (неясные) или отсутствуют;
5. Нескольких значений конфликтуют между собой;
6. Имеются идеологические и культурные ограничения;
7. Политические ограничения;
8. Экономические ограничения;
9. Часто алогичное или нелогичное или многозначное мышление;
10. Многочисленные возможные точки вмешательства;
11. Трудно представить последствия;
12. Имеется значительная неопределенность, двусмысленность;
13. Большое сопротивление изменениям, и
14. Те кто решает проблемы не имеют контакта с проблемами и их потенциальными решениями.

### Дивергентные и конвергентные проблемы
Э. Ф. Шумахер в своей книге «Путеводитель для недоумевающих» различает дивергентные и конвергентные проблемы. Конвергентные проблемы — это те, для которых попытки решения постепенно сходятся к одному решению или ответу. Дивергентные проблемы — это те, для которых разные ответы становятся все более противоречащими друг другу по мере разработки решения, требуя другого подхода, включая способности более высокого порядка, такие как любовь и сопереживание.

### Коварные проблемы в разработке программного обеспечения
В 1990 году ДеГрейс и Шталь ввели в разработку программного обеспечения концепцию коварных проблем. В последнее десятилетие, другие учёные-компьютерщики указали, что разработка программного обеспечения имеет много общего с другими методами проектирования (в частности, что проблемы людей, процессов и технологий должны рассматриваться одинаково), и включили концепции Риттеля в свои методологии проектирования программного обеспечения . Проектирование и интеграция сложных программно-определяемых сервисов, использующих Интернет (веб-сервисы), можно рассматривать как эволюцию предыдущих моделей проектирования программного обеспечения и, следовательно, также становится серьезной проблемой.

### Супер коварные проблемы
В ходе выступления на конференции в 2007 году, а затем и в 2012 году в статье в журнале Policy Sciences, Келли Левин, Бенджамин Кашор, Грэм Олд и Стивен Бернстайн ввели понимание различия между «коварными проблемами» и «сверх-коварныхми проблемами». В своем обсуждении глобального изменения климата они определяют суперковарные проблемы как имеющие следующие дополнительные характеристики:
1. Значительный срок на поиск решения
2. Нет центрального органа, занимающегося поиском решения
3. Те, кто хочет решить проблему, также вызывают ее
4. Некоторые политические меры иррационально препятствуют будущему прогрессу

В то время как элементы, определяющие коварную проблему, относятся к самой проблеме, элементы, определяющие сверхковарную проблему, относятся к субъекту, пытающемуся ее решить. Определение глобального потепления как суперковарной проблемы, и необходимость вмешательства для достижения наших долгосрочных интересов, также была принято другими, включая Ричарда Лазаруса.

### Дополнительное чтение
- Buchanan, R. (1992). Wicked Problems in Design Thinking. Design Issues, Vol. 8, No. 2, (Spring, 1992), pp. 5–21: http://web.mit.edu/jrankin/www/engin_as_lib_art/Design_thinking.pdf
- Brown, Valerie A. and Harris, John A. and Russell, Jacqueline Y; «Tackling wicked problems : through the transdisciplinary imagination» Edited by Valerie A. Brown, John A. Harris and Jacqueline Y. Russell Earthscan, London ; Washington, DC : 2010. ISBN 978-1-84407-925-4.
- Conklin, Jeff; Building Shared Understanding of Wicked Problems, Rotman Magazine, the alumni magazine of Rotman School of Management (Winter 2009).
- Culmsee, Paul; Awati, Kailash . The Heretic’s Guide to Best Practices: The Reality of Managing Complex Problems in Organisations. iUniverse Star, 2013.
- Horn, Robert E., Knowledge Mapping for Complex Social Messes Архивировано 15 мая 2008 года., a Stanford University presentation to the «Foundations in the Knowledge Economy» conference at the David and Lucile Packard Foundation, July 16, 2001
- Levin, K.; Cashore, B.; Bernstein, S.; Auld, G. (2009). Playing it forward: Path dependency, progressive incrementalism, and the 'Super Wicked' problem of global climate change (PDF). IOP Conference Series: Earth and Environmental Science. 50 (6): 502002. Bibcode:2009E&ES....6X2002L. doi:10.1088/1755-1307/6/50/502002. S2CID 250682896.
- Kolko, Jon; Wicked Problems: Problems Worth Solving, a free book available online, 2012
- Richardson, Adam; Wicked Problems: Today’s business problems can be impossible to define, let alone solve, Fall 2006
- Ritchey, Tom. Wicked problems – Social messes: Decision support modelling with morphological analysis. — Berlin : Springer, 2011. — ISBN 978-3-642-19653-9.
- Rittel, Horst; "Second Generation Design Methods, " Interview in Design Methods Group, 5th Anniversary Report, DMG Occasional Paper 1, 1972, pp. 5–10. Reprinted in N. Cross (ed.), Developments in Design Methodology, John Wiley & Sons, Chichester, 1984, pp. 317–327.
- Shum, Simon J. Buckingham; Albert M. Selvin, Maarten Sierhuis, Jeffrey Conklin, Charles B. Haley, Bashar Nuseibeh; Hypermedia Support for Argumentation-Based Rationale: 15 Years on from gIBIS and QOC, December 2005